# 大頭兔脂鯉
大頭兔脂鯉（学名：Leporinus macrocephalus）為輻鰭魚綱脂鯉目脂鯉亞目上口脂鯉科的其中一個種，其种加词“macrocephalus”意为“大头的”。分布於南美洲巴拉圭河流域，體長可達60公分，棲息在植被生長茂密的水域，生活習性不明。